# Mönchstraße (Stralsund)
Die Mönchstraße im Stadtgebiet Altstadt in Stralsund ist eine als Stadtstraße angelegte Straße. Sie gehört zum Kerngebiet des UNESCO-Welterbes mit dem Titel Historische Altstädte Stralsund und Wismar.
Die Mönchstraße verbindet die Straße Knieperwall mit dem Neuen Markt; von ihr gehen die Schillstraße,  Ravensberger Straße, die Böttcherstraße und die Straße Katharinenberg ab, die Mühlenstraße und die Heilgeiststraße kreuzen die Mönchstraße.
Die Straße wurde im Jahr 1300 erstmals urkundlich erwähnt; ihr Name leitet sich von den ab dem Jahr 1251 an dieser Straße das Katharinenkloster errichtenden Dominikanern ab. Erst im Jahr 1869, als in vielen Straßen Stralsunds ein neues Hausnummernsystem eingeführt wurde, wurde die heutige Mönchstraße in ihrer gesamten Länge so benannt. Bis dahin hieß der Abschnitt zwischen Knieperwall und der Schillstraße Am Hospitaler Tor, der Abschnitt zwischen Schillstraße und Mühlenstraße Auf dem Ramsberg; der Abschnitt zwischen Mühlenstraße und Ravensberger Straße hieß Veghevur („Fegefeuer“), später Kettenstraße. Einzig der Abschnitt zwischen der Ravensberger Straße und der Heilgeiststraße hieß auch schon vor 1869 Mönchstraße. Der Abschnitt zwischen der Heilgeiststraße und der Böttcherstraße hieß Auf dem Hüx und der Abschnitt zwischen der Böttcherstraße und dem Neuen Markt Haakstraße.
Die heutigen Hausnummern wurden im 19. Jahrhundert vergeben. In der Mönchstraße stehen zahlreiche Gebäude unter Denkmalschutz, siehe auch Liste der Baudenkmale in Stralsund.
| Haus- nr. | Anmerkung | Baudenkmal Nr. | Bild |
| --------- | --- | -------------- | ---- |
| 01        | | –              |      |
| 02        | | –              |      |
| 03        | Das zweigeschossige Traufenhaus wurde vermutlich im 17. Jahrhundert in Fachwerkbauweise errichtet. Die Fassade wurde im 18. Jahrhundert verputzt und dabei eine Putznutung angebracht. Im Jahr 1988 wurde das Haus saniert. | 515            |      |
| 04        | | –              |      |
| 05        | Das zweigeschossige Traufenhaus ist in der zweiten Hälfte des 18. Jahrhunderts aus zwei Gebäuden entstanden, die zusammengelegt wurden. Die spätbarock gestaltete Fassade wurde verputzt und mit einem trennenden Gesimsband versehen. Das Haus steht, wie auch das benachbarte Haus Nr. 6, auf dem Gelände des Predigeranwesens von St. Nikolai, dessen Haus Ende des 17. Jahrhunderts durch einen Brand zerstört wurde. | 516            |      |
| 06        | Das zweigeschossige, dreiachsige Traufenhaus wurde im 18. Jahrhundert errichtet. Das Haus steht, wie auch das benachbarte Haus Nr. 5, auf dem Gelände des Predigeranwesens von St. Nikolai, dessen Haus Ende des 17. Jahrhunderts durch einen Brand zerstört wurde. Von der damaligen Bebauung sind die gotischen Brandmauern mit Lichtnischen in den Kellern erhalten. Das spätbarock gestaltete Gebäude besitzt ein im Jahr 1892 verbreitertes Portal und ein übergiebeltes Zwerchhaus. | 517            |      |
| 07        | Das zweigeschossige Giebelhaus wurde Ende des 15. Jahrhunderts errichtet. Die Fassade ist neugotisch überformt. Im dreigeschossigen Giebel mit seinen spitzbogigen Blenden weist noch mittelalterliches Mauerwerk auf. | 518            |      |
| 08        | Das dreigeschossige Traufenhaus wurde im 18. Jahrhundert errichtet; aus dieser Zeit ist der Dielengrundriss erhalten. Die Fassade ist verputzt und schlicht gestaltet. Im Keller stehen die mittelalterlichen Brandmauern eines Vorgängerbaus. Die Haustür und eine Stabwerktreppe wurden um 1820/1830 gefertigt. In diesem Haus wurde am 31. März 1802 der Schlachtenmaler Carl Rechlin geboren. | 519            |      |
| 08 a      | | -              |      |
| 09        | Das dreigeschossige traufständige Gebäude wurde Anfang des 20. Jahrhunderts errichtet. Das Erdgeschoss weist Putzrustika auf, die Obergeschosse eine Klinkerfassade. Ein Zwerchgiebel ist mittig aufgesetzt. | 520            |      |
| 10        | Das dreigeschossige Traufenhaus wurde als Giebelhaus errichtet, im 19. Jahrhundert jedoch zum Traufenhaus mit Giebelwalm umgestaltet. Der Seitenrisalit ist turmartig und mit Zinnen ausgeführt; hier befindet sich auch die Haustür. | 521            |      |
| 11        | Das zweieinhalbgeschossige, fünfachsige Traufenhaus wurde im Jahr 1789 errichtet. Die beiden äußeren Achsen prägen die Fassade durch ihre flache Vorlage und besitzen jeweils eine Toreinfahrt. Der Hofflügel des Hauses stammt aus dem Jahr 1641; beide Gebäude weisen aus dem 14. Jahrhundert stammende Brandmauern der Vorgängergebäude auf. | 522            |      |
| 12        | Das dreigeschossige Giebelhaus ist im Kern mittelalterlichen Ursprungs. Die heutige Gestaltung besitzt es seit dem frühen 18. Jahrhundert. Der Giebel ist geschwungen und besitzt eine gesprengte Haubenbekrönung. Die Bausubstanz dieses Gebäudes und seines Kemladens stammt aus dem 14. Jahrhundert. | 523            |      |
| 13        | Das dreigeschossige, dreiachsige Giebelhaus Mönchstraße 13 wurde Ende des 17. und Anfang des 18. Jahrhunderts errichtet. Links neben dem mittigen Korbbogenportal wurde in der zweiten Hälfte des 19. Jahrhunderts ein kleiner Vorbau angefügt. Im Keller sind aus dem 13. Jahrhundert stammende Reste des mittelalterlichen Vorgängerbaus erhalten; aus der Zeit um 1700 stammt eine erhaltene Stuckdecke. Das Haus trägt einen geschwungenen Giebel mit gesprengtem Aufsatz. | 524            |      |
| 14        | Das dreigeschossige, dreiachsige Giebelhaus ist im Kern mittelalterlichen Ursprungs. Es wurde 1696 und 1738 barock überformt, im Jahr 1879 wurde es neugotisch umgestaltet und zeigt seitdem kräftige Gurtgesimse und einen verzierten Volutengiebel. Rechts neben dem mittigen Eingang befindet sich ein zweigeschossiger Anbau. | 525            |      |
| 15        | Das viergeschossige, dreiachsige Giebelhaus stammt im Kern aus dem 14. Jahrhundert und wurde im Jahr 1794 stark erneuert. Im 19. Jahrhundert wurde die heute sichtbare, barockisierende Fassade gestaltet. Die geschosstrennenden Gesimse sind auch im dreigeschossigen Schweifgiebel ausgeführt. Flache Pilaster bzw. Putzfaschen rahmen die Fenster, die zum Teil bekrönende Stuckornamente aufweisen. | 526            |      |
| 16        | Das zweigeschossige Giebelhaus ist im Kern mittelalterlichen Ursprungs. Im Jahr 1621 wurde die Fassade im Rahmen einer Erneuerung mit einer schlichten Putzfassade versehen. Ein geschwungener Giebel über dem Hauptgesims krönt das Gebäude. | 527            |      |
| 17        | Das dreigeschossige Giebelhaus wurde im Jahr 1727 gebaut. Der Stufengiebel stammt aus dem Jahr 1879. Das Haus weist eine schlichte Putzfassade auf. | 528            |      |
| 18        | Das dreigeschossige Gebäude wurde im Jahr 1861 errichtet und bildet mit der benachbarten Hausnummer 18 a eine Einheit. Die Hausnummer 18 ist der rechte, der nördliche Gebäudeteil. Die Fassade dieses Teils weist klassizistisch gestaltete Gliederungselemente auf; ein Zahnschnittfries bildet den Abschluss. | 529            |      |
| 18 a      | Das dreigeschossige Gebäude wurde im Jahr 1861 errichtet und bildet mit der benachbarten Hausnummer 18 eine Einheit. Die Hausnummer 18 ist der linke, der südliche Gebäudeteil. Die Fassade ist neugotisch geformt. Ein Zinnenaufsatz bildet den Abschluss. | –              |      |
| 19        | Das dreigeschossige, dreiachsige Haus wurde im Jahr 1860 errichtet. Die Fassade ist klassizistisch gestaltet. Das Erdgeschoss weist Putznutung auf. In den beiden Obergeschossen fassen vier Kolossalpilaster die Fenster ein. | 530            |      |
| 20        | Das dreigeschossige Haus an der Ecke zur Heilgeiststraße mit dem Giebel zur Mönchstraße wurde in der ersten Hälfte des 18. Jahrhunderts errichtet, ist im Kern jedoch älter. Das Korbbogenportal des verputzten Hauses zeigt eine geschnitzte Haustür. Zur Heilgeiststraße hin sind drei in Mauerwerk ausgeführte, stützende Vorlagen vorhanden; eine weitere, höher ausgeführte Stützvorlage direkt an der Ecke ist verputzt. | 531            |      |
| 21        | | -              |      |
| 22        | | -              |      |
| 23        | Das zweieinhalbgeschossige, sechsachsige Traufenhaus wurde im Jahr 1722 errichtet. Die beiden äußeren Achsen sind durch ein Portal, Putznutung, Lisenen und Putzspiegel betont. Fünf spitzgieblige Gauben sind im Satteldach zu sehen. Vorgängerbau des Hauses war das mittelalterliche Archidiakonat, von dem Reste im Keller und im Kemladen erhalten sind. Im Haus wohnte auch Stadtbaumeister Ernst von Haselberg; an ihn erinnert eine Gedenktafel am Haus. | 533            |      |
| 24        | Das dreigeschossige Traufenhaus an der Ecke zum Bielkenhagen wurde 1888/1889 errichtet. Zu beiden Straßen hin ist die Fassade des Hauses nahezu gleich breit. Die Fassade ist barockisierend gestaltet, das erste Obergeschoss dabei besonders betont. Die Eckachse ist abgeschrägt; sie sowie die beiden Fassadenseiten weisen jeweils eine Ziergaube auf. | 534            |      |
| 25–27     | siehe Katharinenkloster |                |      |
| 25 a      | Der Backsteinbau an der Nordseite der ehemaligen Katharinenkirche wurde in den 1930er Jahren errichtet. Das Gebäude mit Walmdach wurde als Turnhalle genutzt. | 535            |      |
| 28        | Das dreieinhalbgeschossige Haus an der Ecke zum Katharinenberg wurde in den Jahren 1867 bis 1869 errichtet. Planer des zunächst als Knabenschule genutzten Gebäudes war Ernst von Haselberg. Die Fassade zur Mönchstraße ist achtachsig ausgeführt. Die Fassade zum Katharinenberg vierachsig und fensterlos, die ebenfalls fensterlose Eckachse ist abgeschrägt; beide weisen segment- und spitzbogige Blenden auf. Der Backsteinbau wurde mit gelben Ziegeln gemauert, die durch Maßwerkfriese unterbrochen werden. Eine flache, vierachsige Vorlage zur Mönchstraße hin weist die beiden segmentbogigen Portale auf, im zweiten Obergeschoss vier spitzbogige große Fenster. | 536            |      |
| 29        | Das viergeschossige Haus an der Ecke zum Katharinenberg wurde im Jahr 1865 als dreigeschossiger Bau errichtet. Im Jahr 1895 wurde das dritte Obergeschoss aufgesetzt. Das Erdgeschoss wurde im Jahr 1933 umgebaut; das erste und zweite Obergeschoss weisen noch die ursprüngliche Gestaltung auf. Je drei Achsen zeigen zur Mönchstraße und zum Katharinenberg. In die abgeschrägte Eckachse ist der Geschäftseingang integriert, der Eingang vom Katharinenberg aus zeigt eine Holztür mit Schnitzereien. | 537            |      |
| 30        | | -              |      |
| 31        | | -              |      |
| 32        | | -              |      |
| 33        | Das viergeschossige Haus an der Ecke zum Neuen Markt wurde im Jahr 1909 errichtet. An der Ecke ist ein über das erste und zweite Obergeschoss reichender, schräggestellter Erker angebracht, der einen halbrunden Balkon im dritten Obergeschoss trägt. Der Dreiecksgiebel des Hauses ist zum Neuen Markt ausgerichtet. | 538            |      |
| 34        | siehe Neuer Markt 10 (Stralsund) |                |      |
| 35        | | -              |      |
| 36        | Das dreigeschossige Traufenhaus mit Drempel wurde im frühen 19. Jahrhundert errichtet; Ende des 19. Jahrhunderts wurde es umgebaut. Die Fassade des verputzten Hauses wird zwischen Erdgeschoss und erstem Obergeschoss durch einen Ornamentfries und zwischen erstem und zweitem Obergeschoss durch ein Gurtgesims gegliedert. Ein Konsolgesims schließt das Haus ab. | 539            |      |
| 37        | | -              |      |
| 38        | Das Giebelhaus Mönchstraße 38 ist eines der ältesten Bürgerhäuser Stralsunds, es wurde im 14. Jahrhundert als Krämerhaus errichtet. Von dem hölzernen Vorgängerbau mit Fachwerkgiebel aus der Zeit kurz nach 1300 ist das Dachwerk im Gebäude erhalten. Vom ursprünglichen gotischen Backsteinbau sind die Pfeilervorlagen an dem zur Mönchstraße gewandten Giebel erhalten, ebenso der Giebel zum Hof und Teile der Konstruktion, wie das aus Holz gefertigte Aufzugrad. Veränderungen vom 17. bis zum 19. Jahrhundert brachten zahlreiche Änderungen und Einbauten. Im 18. Jahrhundert wurden die beiden vorstehenden Gebäudeteile, so genannte Utluchten, angebaut. | 540            |      |
| 40        | Das zweigeschossige, mit seinem Giebel zur Mönchstraße stehende Haus an der Ecke zum Apollonienmarkt wurde Ende des 18. Jahrhunderts errichtet. Es bildete eine Ergänzung des benachbarten so genannten Klosters St. Jürgen am Strande, des Hauses mit der Hausnummer 41. Der Dreiecksgiebel des Putzbaus wurde am Anfang des 19. Jahrhunderts umgestaltet, an ihm ist ein Relief des Drachentöters St. Jürgen angebracht. Das Haus weist sowohl zur Mönchstraße als auch zum Apollonienmarkt vier Achsen auf; zum Apollonienmarkt hin ist es traufständig. | 541            |      |
| 41        | Der dreigeschossige, neunachsige Putzbau wurde 1753/1754 errichtet. Er diente zunächst als Wohnort hilfsbedürftiger Menschen. Der Name Kloster St. Jürgen am Strande stammt vom Vorgängerbau, dem außerhalb der Stadtmauern, am Strelasund gelegenen Hospital für Menschen mit ansteckenden Krankheiten. Seit einer Umgestaltung um das Jahr 1830 hat das Haus seine spätklassizistisch gestaltete Fassade, die durch Putznutung, Gurtgesimse und Stuckornamente gegliedert ist. Seit einer Sanierung 1998/1999 dient das Gebäude als Studentenwohnheim. Zwei Nebengebäude auf dem Hof stammen aus der zweiten Hälfte des 18. Jahrhunderts. | 542            |      |
| 42        | | -              |      |
| 43        | | -              |      |
| 44        | Das viergeschossige, vierachsige Haus wurde in der zweiten Hälfte des 19. Jahrhunderts errichtet. Die verputzte Fassade wird durch Gurtgesimse, Pilaster und ein Konsoltraufgesims gegliedert. | 543            |      |
| 45        | Das dreiachsige Giebelhaus an der Ecke zur Böttcherstraße wurde in der Mitte des 14. Jahrhunderts aus Backstein errichtet. Der dreieckige Giebel weist zur Mönchstraße, die Wand zur Böttcherstraße hin wird durch kräftige Pfeilervorlagen gestützt. Im Inneren des Hauses wurde Ende des 17. Jahrhunderts und Mitte des 18. Jahrhunderts Änderungen vorgenommen. Die Fassade wurde im Jahr 1964 instand gesetzt. Eine umfassende Sanierung des Hauses fand im Jahr 1994 statt; dabei wurden ursprüngliche Details wieder hergestellt. Über dem Korbbogenportal zeichnen sich im übertünchten Mauerwerk das Spitzbogenportal und die großen, segmentbogigen Fenster der Diele ab. Das Haus wird vom Meeresmuseum als Hermann-Burmeister-Gedenkstätte genutzt; der Naturforscher Burmeister lebte in einem heute nicht mehr existenten Haus in der Böttcherstraße. In dem Haus lebte von 1787 bis 1789 Ernst Moritz Arndt. | 544            |      |
| 46        | Der zweieinhalbgeschossige, siebenachsige Bau an der Ecke zur Böttcherstraße wurde um 1800 errichtet. Die Fassade ist klassizistisch gestaltet und symmetrisch gegliedert. Die beiden äußeren Achsen sind zur Mönchstraße leicht vorgezogen. Zur Böttcherstraße ist das Gebäude vierachsig. Eine umlaufende Putznutung trennt das Erdgeschoss vom ersten Obergeschoss. Die Fenster zur Mönchstraße sind zudem mit auf Konsolen gelagerten Dreiecksverdachungen verziert. Das ebenfalls eine Konsolverdachung tragende Portal ist mittig angeordnet. | 545            |      |
| 47        | Das dreigeschossige Giebelhaus stammt im Kern aus dem 14. Jahrhundert und erhielt in der ersten Hälfte des 18. Jahrhunderts seine Gestaltung. Gesimse trennen die Geschosse des verputzten Hauses. In den zweigeschossigen, geschwungenen Giebel ist eine rosettenverzierten Luke eingefügt. | 546            |      |
| 48        | Das dreigeschossige, dreiachsige Giebelhaus wurde im frühen 19. Jahrhundert errichtet. Die Fassade ist klassizistisch gestaltet. Ein flacher, dreieckiger Schildgiebel krönt das verputzte Haus. Das Korbbogenportal ist mittig angeordnet. Die Fenster sind mit Putzfaschen versehen. | 547            |      |
| 49        | Das dreieinhalbgeschossige Haus wurde Ende des 19. Jahrhunderts errichtet. Die Fassade ist verputzt und weist Putznutung im Erdgeschoss und an den äußeren Gebäudekanten auf. Die Fenster im ersten und zweiten Obergeschoss sind überdacht. Jugendstilmalerei schmückt die Obergeschosse. | 548            |      |
| 49 a      | Das dreigeschossige, vierachsige Traufenhaus wurde im Jahr 1914 durch Umbau des Vorgängerbaus errichtet. Die rechte, südliche Achse mit dem Treppenhaus ist leicht vorgezogen. Eine breite Toreinfahrt prägt das Erdgeschoss. Die Fassade ist im Erdgeschoss rustifiziert, die oberen Geschosse sind durch Lisene gegliedert. Ein breites Zwerchhaus krönt das Gebäude. | 549            |      |
| 50        | Das dreigeschossige, vierachsige Haus mit Mansarddach zeigt ein im Stil der Neorenaissance gestaltete Fassade aus der zweiten Hälfte des 19. Jahrhunderts. Die verputzte Fassade weist im Erdgeschoss Putznutung auf, ein Gurtgesims trennt die oberen Geschosse vom Erdgeschoss. Die Fenster der Obergeschosse sind überdacht und aufwändig eingefasst. Drei Gauben sind symmetrisch angeordnet. | 550            |      |
| 52        | Das dreigeschossige Giebelhaus wurde im 15. Jahrhundert errichtet und später verändert. Im 17. Jahrhundert wurde der weit heruntergezogene Giebel mit Gesimsen und Voluten neu gestaltet; die spitzbogigen Blenden stammen noch aus der Errichtungszeit. Im 19. Jahrhundert wurde die Putznutung der Fassade in den beiden unteren Geschossen gestaltet. | 551            |      |
| 53        | Das dreigeschossige, dreiachsige Giebelhaus besitzt einen mittelalterlichen Kern. Das Gebäude wurde vom 17. bis zum 19. Jahrhundert mehrfach verändert. Die verputzte Fassade weist im Erdgeschoss stark, in den oberen Geschossen schwach rustifiziert. Gurtgesimse trennen die Geschosse, auch im dreigeschossigen Treppengiebel. | 552            |      |
| 54        | Das dreigeschossige, dreiachsige Giebelhaus stammt im Kern aus dem Mittelalter. Es wurde im 19. Jahrhundert erneuert und erhielt dabei die heutige Putzfassade, die durch Gurtgesimse geprägt wird. Der zweigeschossige Giebel trägt einen breiten, dreieckigen Aufsatz. Im ersten Obergeschoss ist ein Spiegelsaal mit Stuckdecke vorhanden. | 553            |      |
| 55        | Das zweigeschossige, dreiachsige Giebelhaus wurde im Jahr 1777 errichtet. Die Mittelachse ist leicht vorgezogen und weist das von Putznutung umrahmte Portal auf. Die oberen Geschosse sind optisch durch Gurtgesimse voneinander getrennt. Der zweigeschossige Giebel ist geschweift. | 554            |      |
| 56        | Das zweigeschossige, dreiachsige Giebelhaus wurde in der ersten Hälfte des 18. Jahrhunderts errichtet. Die Fassade aus Backstein ist geschlämmt. Ein zweigeschossiger Dreiecksgiebel krönt das Haus. Die zweiflügelige, geschnitzte Tür ist im Stil des Rokoko gestaltet. Als Baudenkmal geschützt gelten die Fassade und die Haustür. | 555            |      |
| 58        | Das zweigeschossige Gebäude an der Ecke zur Ravensberger Straße wurde im Jahr 1746 errichtet. Die breite Giebelseite weist zur Mönchstraße, eine vierachsige Fassade mit einem übergiebelten Zwerchhaus zur Ravensberger Straße. Um 1800 wurde die Fassade gestaltet. Der Dichter Friedrich Spielhagen verbrachte hier seine Jugend; an ihn erinnert eine Gedenktafel. | 557            |      |
| 58 a      | Das zweigeschossige, dreiachsige Haus wurde Mitte des 19. Jahrhunderts errichtet. Die drei Fenster im Obergeschoss sind in einer portikusartigen Vorlage gefasst. Ein Konsolgesims schließt die verputzte Fassade nach oben ab. | 558            |      |
| 59        | Das zweigeschossige, dreiachsige Traufenhaus wurde in der zweiten Hälfte des 18. Jahrhunderts errichtet. Das über eine hohe Treppe zu erreichende Korbbogenportal weist eine geschnitzte Tür im Stil des Rokoko auf. Ein übergiebeltes Zwerchhaus ragt aus dem Dach heraus. | 559            |      |
| 60        | | -              |      |
| 61        | Das zweigeschossige, sechsachsige Gebäude an der Ecke zur Mühlenstraße wurde in der zweiten Hälfte des 18. Jahrhunderts errichtet. Auf dem Pultdach sitzt eine breite Schleppgaube. Die Putzfassade ist durch die Rustifizierung im Erdgeschoss und durch Gurtgesimse geprägt. | 560            |      |
| 62        | Die neogotisch gestaltete, nach Süden abgetreppte Schaufront der Budenreihe entstand im Jahr 1895. Über dem Portal ist der Schriftzug „Arend Swartes Gang“ zu sehen, der auf den zweiten Stifter, Ratsherr Arend Swarte, hinweist. Dieser hatte im Jahr 1569 die vernachlässigten, um 1500 vom Bürgermeister Henning Wardenberg gestifteten sechs Wohnbuden für Bedürftige instand setzen lassen. Die drei aneinander angebauten, niedrigen Wohnbuden, deren Pultdächer sich an die Stadtmauer anlehnen, wurden als Stiftung gegründet. Ab 1998 wurde der Komplex saniert. | 561            |      |
| 62        | Die drei aneinander angebauten, niedrigen Wohnbuden, deren Pultdächer sich an die Stadtmauer anlehnen, wurden als Stiftung gegründet. Ab 1998 wurde der Komplex saniert. | 561            |      |